# Пузур-Суен
Пузур-Суэн — цар (лугаль) стародавнього шумерського міста Кіш. Його правління припадало приблизно на другу половину XXIV століття до н. е. Був сином Ку-Баби. На відміну своєї матері, яка мала шумерське ім'я, Пузур-Суен мав уже ім'я семітське.